# Oreonectes
Oreonectes é um género de peixe actinopterígeo da família Balitoridae.
Este género contém as seguintes espécies:
- Oreonectes acridorsalis J. H. Lan, 2013 [2]
- Oreonectes anophthalmus B. S. Zheng, 1981
- Oreonectes barbatus X. Gan, 2013 [2]
- Oreonectes daqikongensis H. Q. Deng, H. M. Wen, N. Xiao & J. Zhou, 2016 [3]
- Oreonectes donglanensis T. J. Wu, 2013 [2]
- Oreonectes duanensis J. H. Lan, 2013 [2]
- Oreonectes elongatus (L. Tang, Y. H. Zhao & C. G. Zhang, 2012) [4]
- Oreonectes furcocaudalis S. Q. Zhu & W. X. Cao, 1987
- Oreonectes guananensis Q. Yang, M. L. Wei, J. H. Lan & Q. Yang, 2011 [5]
- Oreonectes luochengensis J. Yang, T. J. Wu, R. F. Wei & J. X. Yang, 2011 [6]
- Oreonectes macrolepis A. M. Huang, L. N. Du, X. Y. Chen & J. X. Yang, 2009
- Oreonectes microphthalmus L. N. Du, X. Y. Chen & J. X. Yang, 2008
- Oreonectes platycephalus Günther, 1868
- Oreonectes polystigmus L. N. Du, X. Y. Chen & J. X. Yang, 2008
- Oreonectes retrodorsalis (J. H. Lan, J. X. Yang & Y. R. Chen, 1995)
- Oreonectes shuilongensis H. Q. Deng, N. Xiao, X. F. Hou & J. Zhou, 2016 [7]
- Oreonectes translucens Z. L. Zhang, Y. H. Zhao & C. G. Zhang, 2006